# Гаделия, Романоз Максимович
Романоз Максимович Гаделия (1917 год, село Шешелета, Сухумский округ, Кутаисская губерния — неизвестно, село Репо-Шешелети, Гальский район, Абхазская АССР, Грузинская ССР) — звеньевой колхоза имени Махарадзе Гальского района Абхазской АССР, Грузинская ССР. Герой Социалистического Труда (1948).

## Биография
Родился в 1917 году в крестьянской семье в селе Шешелета Кутаисской губернии (сегодня — два отдельных населённых пункта — Реап и Шешелета, Гальский район Абхазии).
После окончания местной школы трудился в сельском хозяйстве, потом — в колхозе имени Махарадзе Гальского района, которым в послевоенные годы руководил председатель Иона Нарикович Узарашвили. С конца 1940-х годов возглавлял полеводческое звено.
В 1947 году звено под его руководством собрало в среднем с каждого гектара по 72,1 центнера кукурузы на участке площадью 3 гектара. Указом Президиума Верховного Совета СССР от 21 февраля 1948 года удостоен звания Героя Социалистического Труда за «получение высоких урожаев пшеницы и кукурузы в 1947 году» с вручением ордена Ленина и золотой медали «Серп и Молот» (№ 660).
Этим же Указом званием Героя Социалистического Труда были награждены председатель колхоза Иона Нарикович Узарашвили и трое кукурузовода колхоза имени Махарадзе, в том числе бригадиры Кала Кегуцаевич Дзигуа, Терентий Надаевич Квиртия и звеньевой Николай Гуджуевич Милорава.
После выхода на пенсию проживал в родном селе Репо-Шешелета. Дата смерти не установлена.